# Мироносицька вулиця
Мироносицька вулиця — одна з центральних вулиць Харкова, розташована між вулицями Сумською та Григорія Сковороди. Мироносицька починається від вулиці Жон Мироносиць і, продовжуючи напрямок вулиці Гоголя, простягається до майдану Іподрому. Свою назву ця вулиця отримала від Мироносицької церкви, що знаходилася на колишньому Мироносицькому майдані (була зруйнована в 1930 р.).

## Пам'ятники архітектури

### Будинок Наркомату праці
Будинок за вул. Мироносицькій, 1 побудований в 1925 для Наркомату праці. Його залізобетонні монолітні фасади з цегляним заповненням віддалено нагадують мотиви народного українського зодчества. У 1934 році, після переведення Наркомату праці до Києва тут розташовувався Харківський обком КПРС, пізніше — обком комсомолу, потім — економічний факультет ХНУ ім. В. Каразіна. Зруйнований російським ракетним обстрілом 2 березня 2022 року.

### Будівля обласного управління СБУ
На протилежній стороні вулиці розташована монументальна п'ятиповерхова будівля. Вона була реконструйована з дореволюційних будівель в 1958—1962 роках для харківського комітету державної безпеки республіки УРСР. Зараз там розташовується Служба безпеки України.

### Палац новонароджених
На розі вул. Мироносицькій, 11 і вулиці Гіршмана розташовано невеликий особняк в стилі неоренесансу, побудований наприкінці XIX ст. для професора В. П. Бузескула. Зараз тут знаходиться Палац новонароджених.

### Особняк Гіршмана
На протилежному кутку — колишній особняк лікаря-офтальмолога Л. Гіршмана (архітектор І. Гінш, 1879).

### Будинок Бойка
Будинок за адресою Мироносицька, 44 (архітектори С. Тимошенко, П. Ширшов і П. Соколов; 1912—1914 рр.), побудований у стилі модерн для підприємця Бойко. Оригінальний вигляд будинку, над внутрішньою обробкою якого працювали художники С. Васильківський та М. Самокиш, змінений подальшою надбудовою.

### Будинки в центральній частині вулиці
Далі по обидва боки Мироносицької знаходяться будівлі різного призначення, виконані в різних стильових формах. Тут можна зустріти будівлі в стилі неокласицизм, зокрема особняк Абрамова, будівлі в стилі модерн архітекторів Корнієнка, Піскунова тощо. На перетині з вулицею свободи стоїть пам'ятка епохи конструктивізму — будинок АТС. Він побудований у класичному варіанті конструктивізму 1920-х років, але спотворений пізнішою надбудовою.

### Особняк професора Міхіна
На розі Мироносицької та вулиці Каразіна розташований особняк в стилі модерн, що належав професору клініки акушерства і жіночих хвороб Павлу Васильовичу Міхіну (побудований на початку XX ст.).

### Офтальмологічна клініка
На перетині Мироносицької та вулиці Олеся Гончара знаходиться будівля офтальмологічної клініки Л. Гіршмана, побудована в 1911—1912 рр. в стилі модерн.

### Мироносицька, 91
Житловий будинок на 4 поверхи, пам'ятка архітектури 1930 року, яку відносять до конструктивізму або модернізму (архітектор — Віктор Троценко). Був пошкоджений німецьким обстрілом у Другу світову війну. 29 січня 2023 року частково зруйнований російським ракетним ударом.

### Будівля Жіночих медичних курсів
За адресою Мироносицька, 92 знаходиться будівля Жіночих медичних курсів (нині — навчальний корпус Технічного університету сільського господарства), побудована в 1914 за проектом академіка архітектури О. Бекетова.

## Рух міського транспорту по вул. Мироносицькій
- Трамвай
  - № 12: Лісопарк — Вокзальна — Новожанове
  - № 22: 602-й мікрорайон — Лісопарк
  - № 26: Південно-Східна (Плитковий завод) — Центральний парк
- Автобус:
  - № 223е: ст. м. «Ярослава Мудрого» — П'ятихатки («БАМ»)
  - № 291т: ст. м. «Ярослава Мудрого» — вул. 23-о Серпня — Центральний ринок

## Галерея

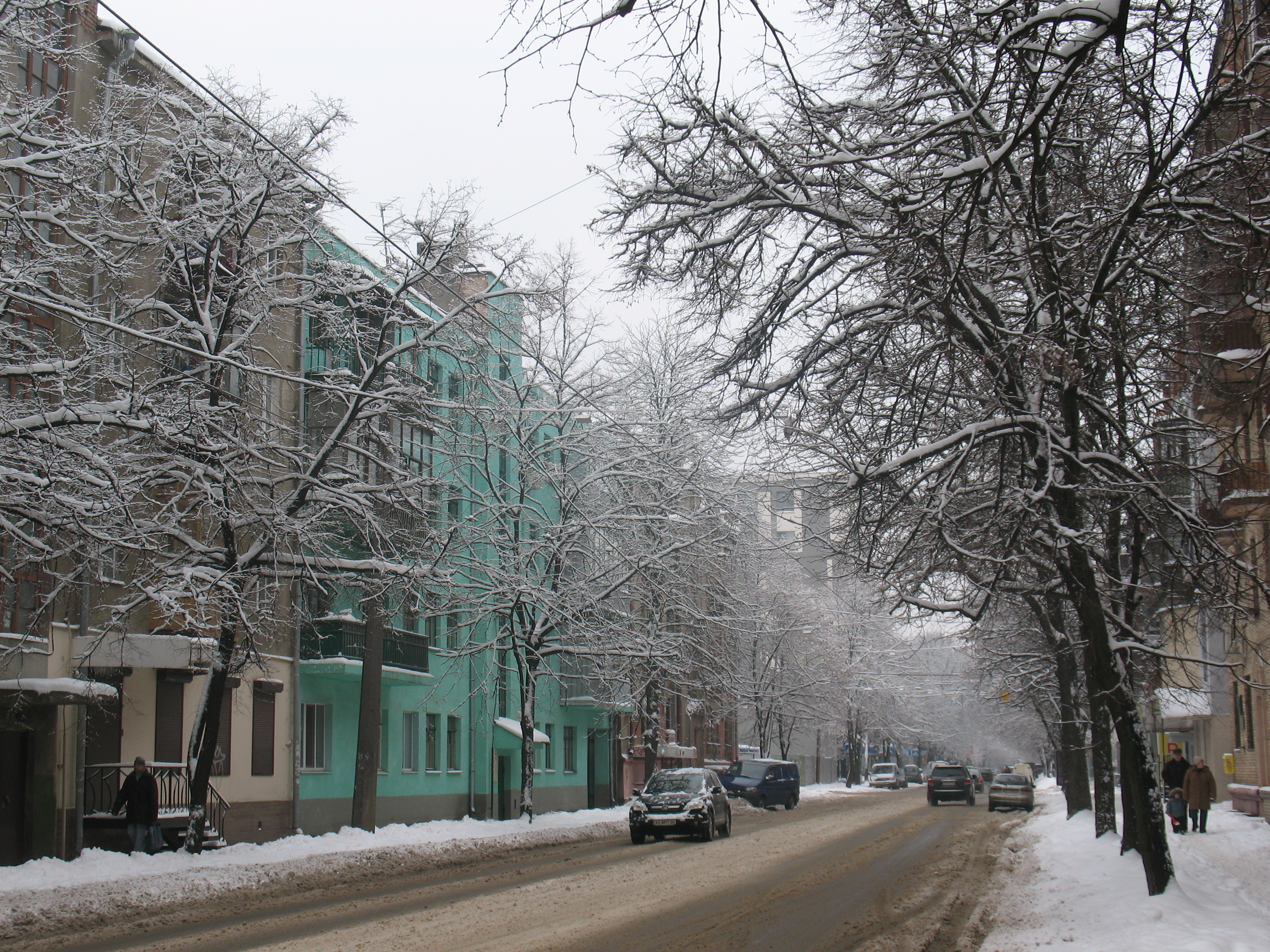
Мироносицька, 78. Конструктивізм
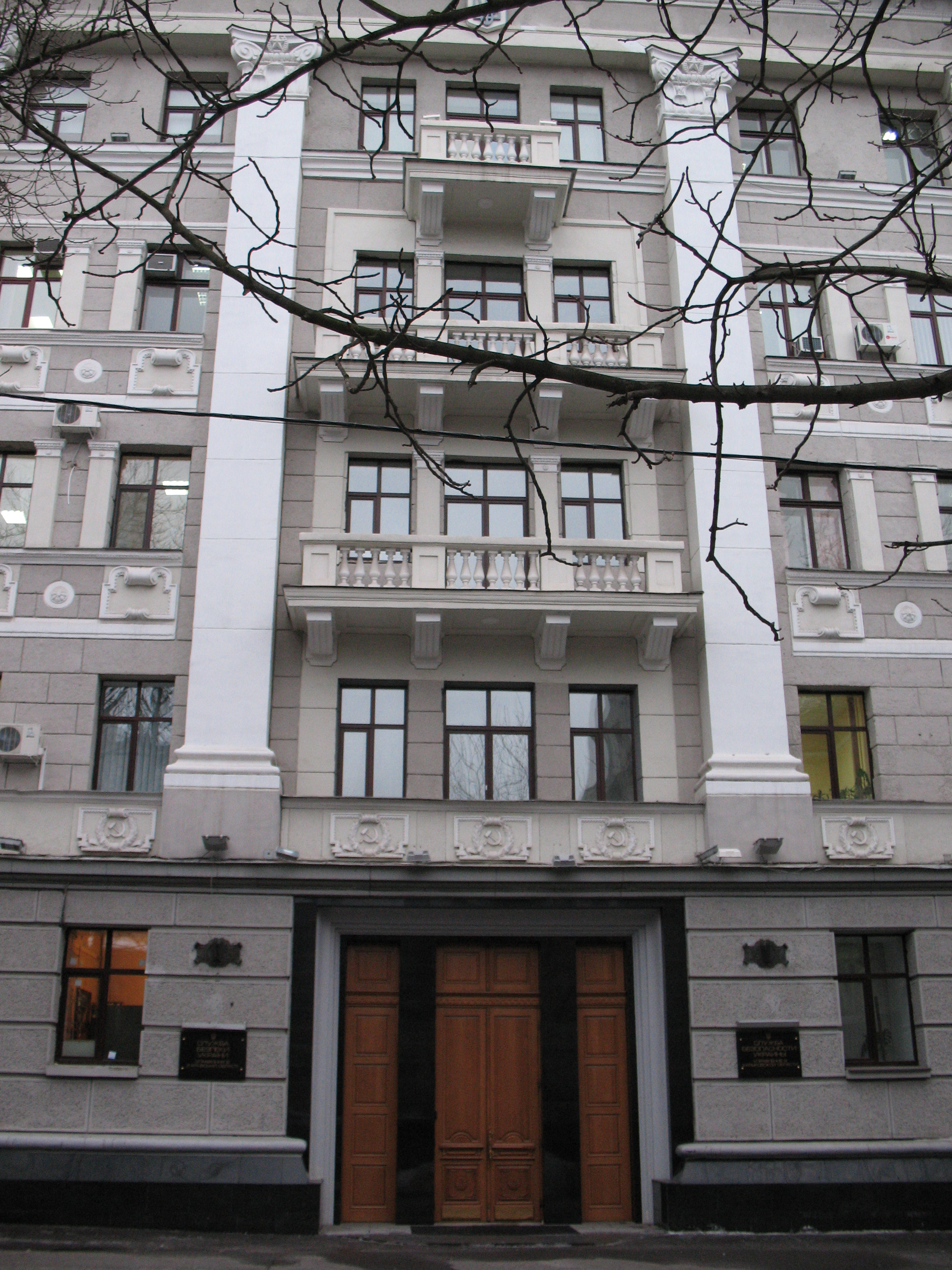
Будівля обласного управління СБУ
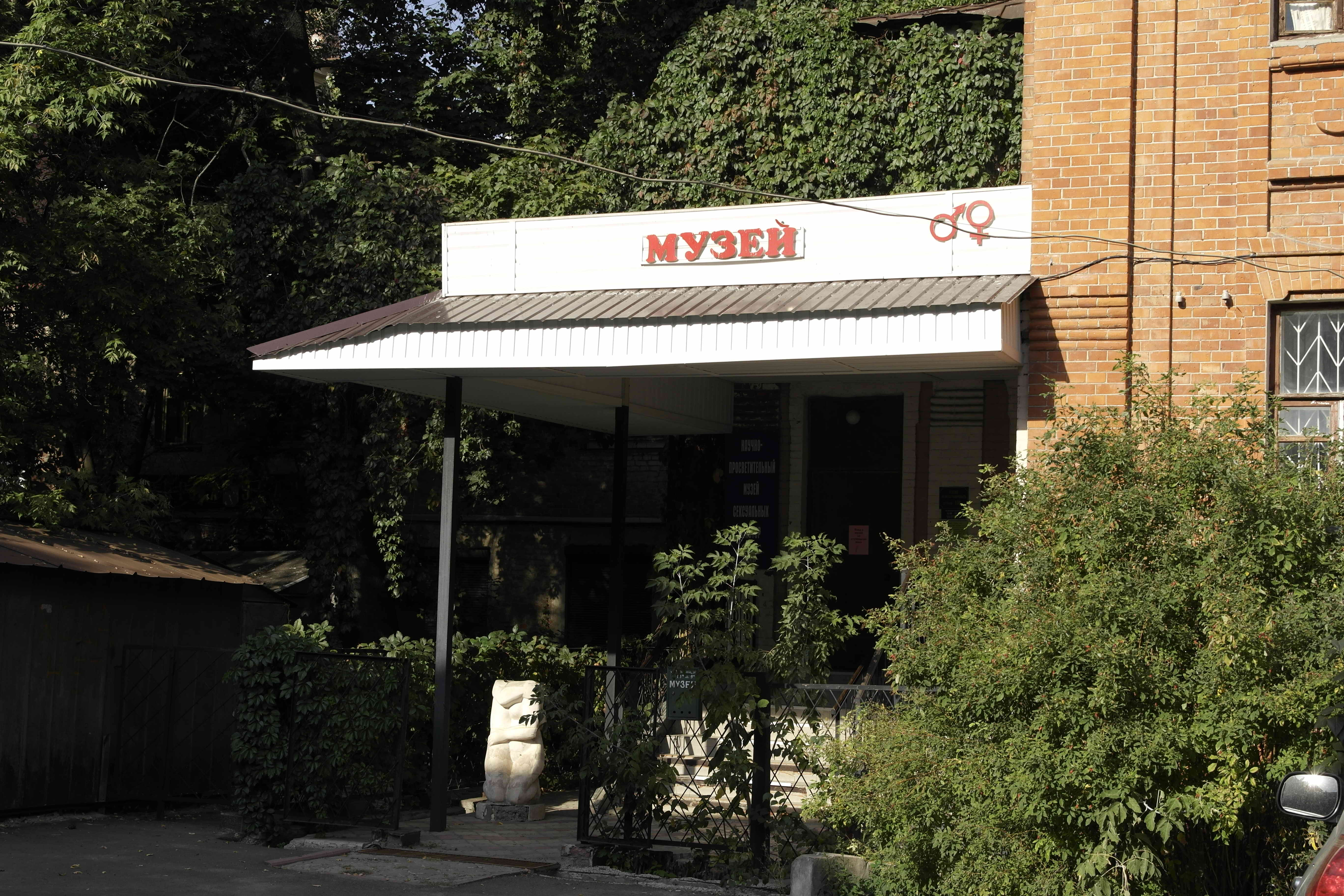
Вхід до Музею сексуальних культур
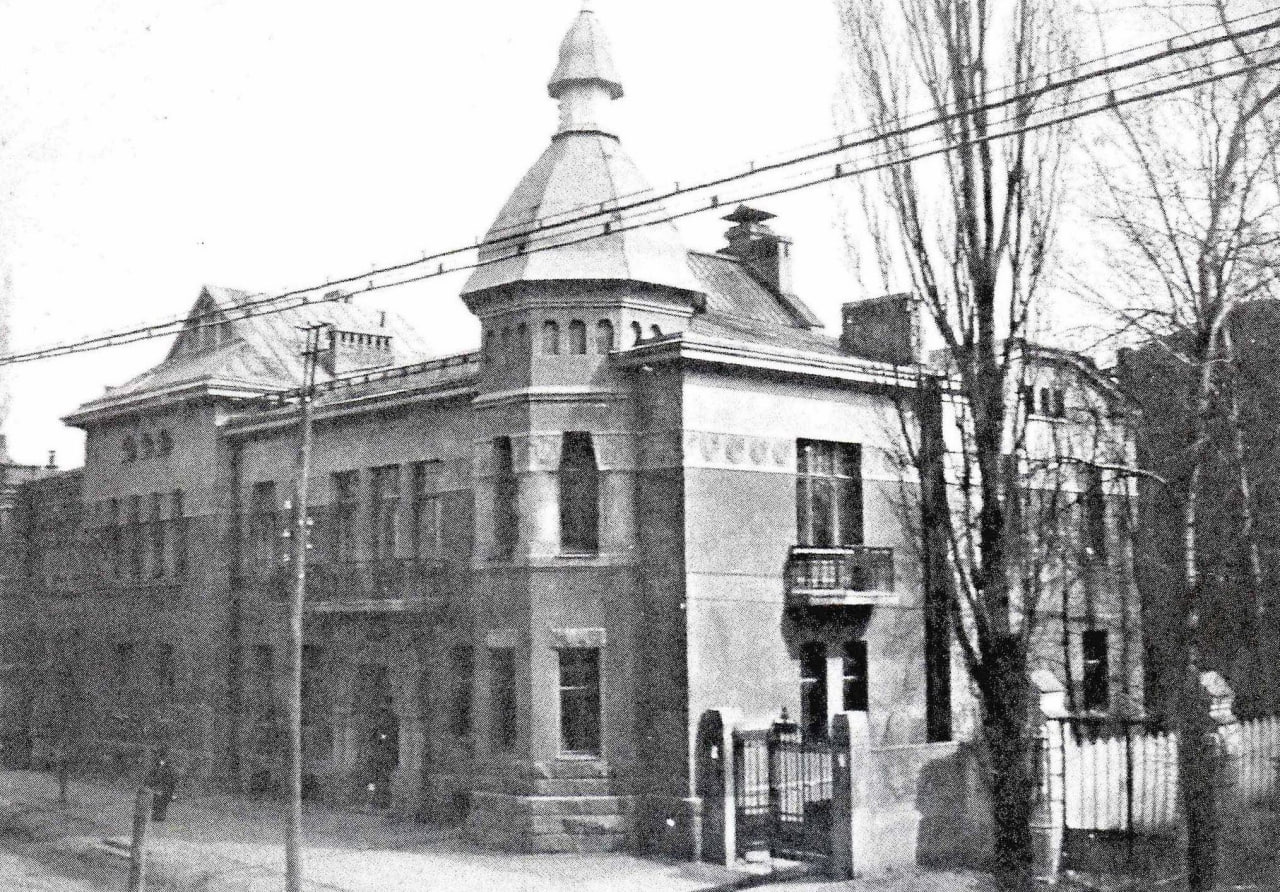
Будинок Бойка в стилі українського модерну до перебудови
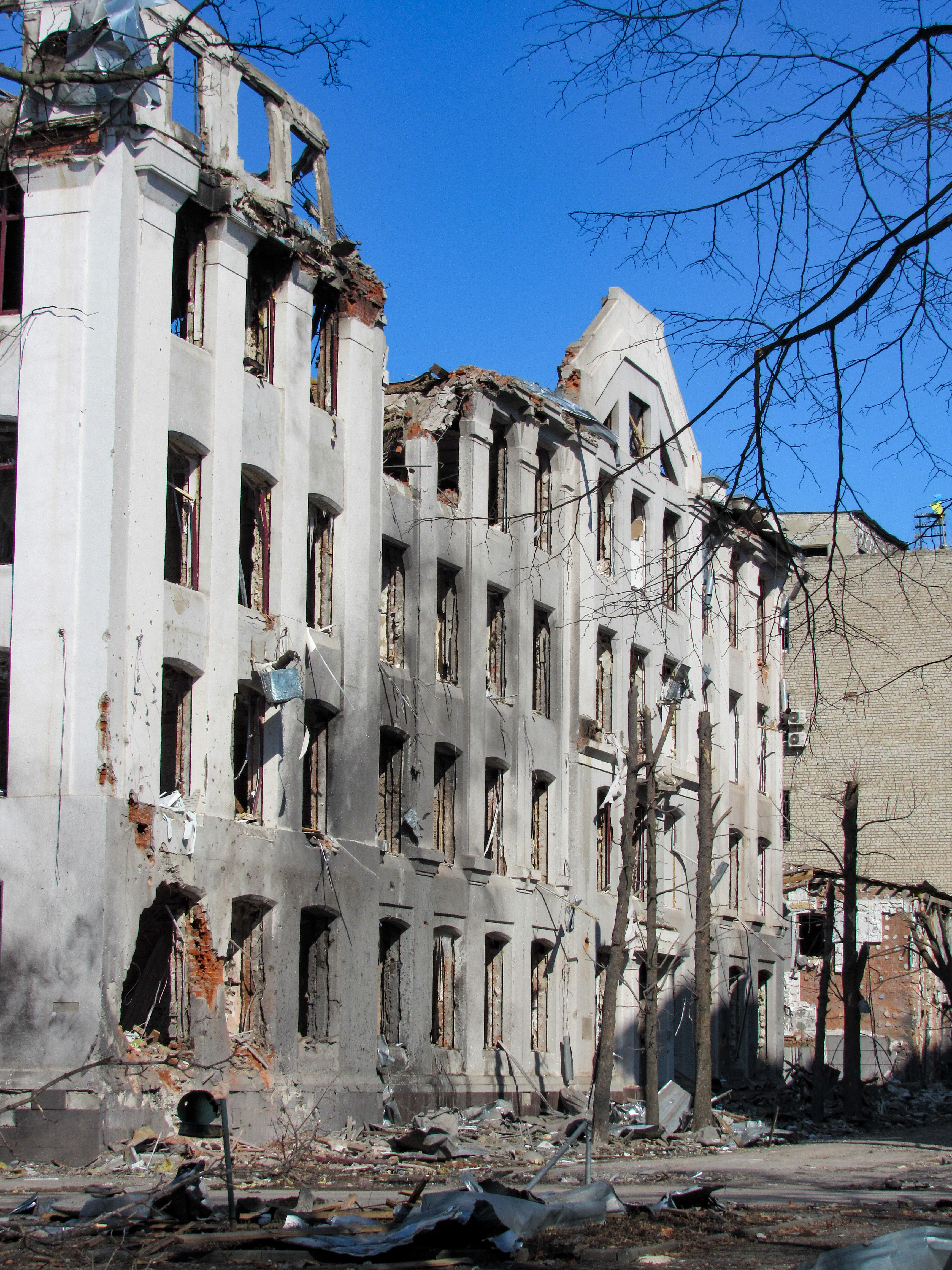
Початок вулиці після влучання російської ракети